# Château de Vaussèche
Le château de Vaussèche est un château situé sur la commune de Vernoux-en-Vivarais dans le département de l'Ardèche en France.

## Historique
Le château de Vaussèche est attesté en 1254 comme appartenant à la famille de Presle. Guillaume de Presle entreprend des travaux au XVe siècle. En 1548, Louis de Presle se marie avec Guillemette de Chambaud, héritière du château de la Tourette qu'ils choisissent comme résidence. Louis de Presle, catholique, est tué en 1577 lors d'une attaque protestante.
Pillé durant la Révolution, il est acheté en 1813 par Jean-Pierre Pourret notaire de Vernoux
.
Les façades et les toitures du château de Vaussèche ont été inscrites monument historique par arrêté du 6 février 1981 et par le même arrêté la cheminée de la grande salle du premier étage a été classée.
Le château a accueilli en 2021 la première édition du Track Hall Festival, un événement de musique électronique.

## Architecture

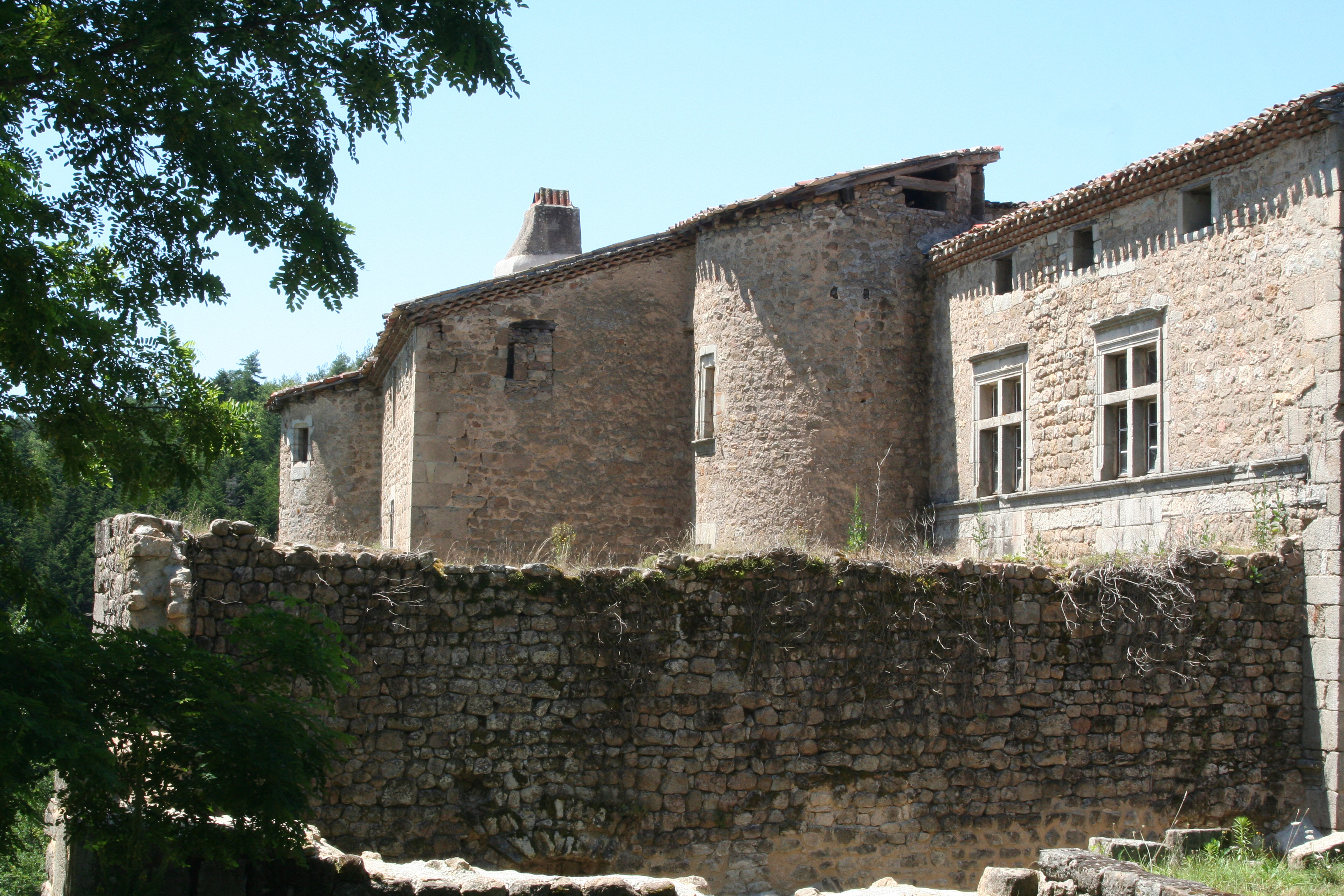
Le château de Vaussèche.